# Thierry Eliez
 (janvier 2015).
Thierry Eliez est un pianiste majeur et improvisateur de jazz français, organiste, compositeur, arrangeur, il est également connu pour ses performances vocales et improvisation sifflées.

## Biographie
Né à Arcachon en France, Thierry Eliez touche le piano à l’âge de quatre ans, puis l'Orgue Hammond après avoir vu l'organiste Rhoda Scott en jouer sur le petit écran. Il suit des études de piano classique pendant 8 ans avec différents professeurs particuliers, travaille le Hammond en parallèle, avant de découvrir le jazz. Jeune improvisateur et amateur de musique anglaise jusqu’alors, il devient rapidement l'un des pianistes et improvisateurs majeurs du jazz européen.
Thierry Eliez signe ses premiers contrats en tant que pianiste à 17 ans et se fait rapidement connaître sur tout l'ouest de la France, de Bayonne à Cholet, puis dans toute la France et l'Europe.
En 1985, il rejoint Paris, occupe les clubs de jazz parisiens où il est très vite repéré comme le plus jeune virtuose du Jazz français.
En 1986, il enregistre avec le violoniste Didier Lockwood l'album 1234, le début d'une longue amitié avec, à la rythmique, Jean-Marc Jafet et André Ceccarelli. La symbiose est telle que naît en 1989, le Ceccarelli Trio, suivi de trois albums mythiques qui marqueront durablement  le Jazz : Dansez sur moi (avec Claude Nougaro et Toots Thielmans), Hat Snatcher (Victoire de la Musique du Meilleur Album Jazz  et Django D'or en 1992) et 3 around the 4, en hommage aux Beatles.
Dès 1990, Thierry Eliez collabore avec la chanteuse américaine Dee Dee Bridgewater, sur scène et en studio jusqu'en 2004 : pianiste, compositeur, arrangeur et directeur musical. Quatre albums sortiront : Keeping tradition, Love & Peace (Tribute to Horace Silver - avec Horace Silver), Dear Ella, et Live at Yoshi’s. Il composera pour elle la chanson "For your Love" qu'elle enregistrera en duo avec sa fille China Moses pour Sol en Si.
La chanteuse et violoniste Catherine Lara fait appel à Thierry Eliez, la même année. Il se joint à elle pour mettre en musique le spectacle «Les Romantiques» en 1993, jouera sur plusieurs de ces albums  et co-composera les musiques des albums Maldone et Graal. Catherine Lara et Thierry Eliez composeront de nombreuses musiques ensemble que ce soit pour elle-même, pour Johnny Hallyday, des musiques de films et de séries… principalement pour TF1, ainsi que la comédie musicale La Légende du Graal, sur un livret de Jean-Jacques Thibaud.
En 2004, Muriel Robin lui demande de composer la musique de son nouveau spectacle, Au secours. Plus tard, ils travailleront ensemble à la création de 12 chansons pour le projet d'album de Muriel Robin, album qui ne verra pas le jour.
Thierry découvre la très jeune chanteuse Ceilin Poggi . Il créera alors le Duo Jadden avec Ceilin Poggi à la voix, choisissant de réarranger de grands thèmes du jazz et de la pop des années 70-90. En 2007, leur duo devient quintet et s’enrichit d’un violoncelle (Yan Garac), de percussions (Xavier Sanchez), et d’une contrebasse (Dominique Bertram) mélangeant les accords, les temporalités et les influences musicales.
Thierry Eliez forme le trio progressif « Eliez » avec son frère Philippe Eliez à la batterie et Daniel Ouvrard à la basse. Un premier album nommé Hot Keys, patchwork des univers musicaux qui l’ont nourri depuis son enfance, sort en 2009. Puis un second album original et underground "Night Fears" sorti en 2012.
Parallèlement, le compositeur Éric Serra fait appel à Thierry Eliez pour créer le projet Trans Jazz rock RXRA. Formé de sept musiciens, ils réarrangent les grands thèmes des bandes originales des films de Luc Besson écrites par Éric Serra.
Dès lors, Europacorp fait appel à lui pour interpréter des passages musicaux de Angel-A, de Bandidas et Les Aventures extraordinaires d'Adèle Blanc-Sec.
Thierry Eliez sillonne la France et collabore avec différentes formations dont le Paris Jazz Big Band dirigé par Pierre Bertrand et Nicolas Folmer.
Michel Legrand fait appel à lui dans son album Legrand Nougaro en hommage à Claude Nougaro où il sera à l'orgue hammond, avec son ami André Ceccarelli à la batterie, le contrebassiste Ron Carter, entre autres.
En décembre 2019 il intègre le groupe Magma.

( Biographie non exhaustive ) En cours de rédaction.

## Le Pianiste aux maints visages...
Thierry Eliez s'est révélé aussi bien dans la composition ou l'interprétation de musiques de films (Éric Serra, Lalo Schifrin, Michel Legrand, Astérix aux Jeux olympiques, Tout pour plaire, Le Rôle de sa vie, Bandidas, Taxi Blues, Angel-A, etc.), la composition de musiques de spectacles (Légende du Graal, Au Secours), Comme grand improvisateur de jazz (Didier Lockwood, Dee Dee Bridgewater, Ceccarelli trio, Horace Silver, Paris Jazz Big Band, Paco Séry, Magma, Sylvain Luc, ...), le jazz World (Ultra Marine, The Syndicate...), qu'auprès d'artistes de la scène française (Charles Aznavour, Catherine Lara, Alain Chamfort, Patrick Bruel, Johnny Hallyday, Roberto Alagna, Natalie Dessay, Ceilin Poggi...).
À la fois pianiste, organiste, claviériste, chanteur, compositeur, auteur, arrangeur, Thierry Eliez est un musicien hétéroclite qui fait appel à tous les styles musicaux avec naturel et facilité, tant qu'ils servent la musique : du jazz en passant par la chanson, la fusion, la musique classique ou encore le rock, pour lequel il garde une passion vivante.